# Under My Skin (албум Аврил Лавињ)
Under My Skin је други студијски албум канадске пјевачице Аврил Лавињ. Објављен је 25. маја 2004, и био је њен последњи албум за издавачку кућу Ариста рекордс. Албум је продат у 10 милиона копија широм свијета. 

## Списак пјесама
1. – 2:57
2. – 3:14
3. – 3:21
4. – 2:59
5. – 3:44
6. – 4:02
7. – 3:32
8. – 3:17
9. – 3:30
10. – 3:30
11. – 3:13
12. – 3:34